# 22830 Tinker
22830 Tinker este un asteroid din centura principală de asteroizi.

## Descriere
22830 Tinker este un asteroid din centura principală de asteroizi. A fost descoperit pe 7 septembrie 1999 la Socorro, New Mexico, în cadrul proiectului LINEAR. Asteroidul prezintă o orbită caracterizată de o semiaxă mare de 3,07 ua, o excentricitate de 0,20 și o înclinație de 1,7° în raport cu ecliptica.